# كلايتون لوبيز
كلايتون لوبيز (بالإنجليزية: Clayton Lopez)‏ هو مدرب رياضي أمريكي، ولد في 6 مايو 1970 في كاليفورنيا في الولايات المتحدة.